# نگاه کن میکی

نگاه کن میکی یا Look Mickey!، عنوان تابلویی نقاشی است اثر روی لیکتنستاین. این تابلو بر روی بوم نقاشی ترسیم شده است. این اثر تلفیقی از هیجان‌نمایی انتزاعی و هنر عامه تلقی می‌گردد.
این اثر به خاطر ارزش زیباشناختی و فکاهی کنایه‌آمیز درخور توجه است. این نقاشی به عنوان نخستین نمونهٔ بکارگیری نقطه‌های بن-دی، بالن گفتاورد و استعاره و نگارسازی طنز به عنوان یک الگو نقاشی شناخته شده است.
پس از مرگ روی لیختنشتاین، این اثر به عنوان یک میراث برای نگهداری به نگارخانه ملی هنر آمریکا منتقل گردید.
روی لیختنشتاین این تابلو را در سال ۱۹۶۱ نقاشی کرد. این نقاشی میکی موس و دانلد داک را در حال ماهی‌گیری نشان می‌دهد.